# 雷昂的桑查
雷昂的桑查（西班牙語：Sancha de León，約1018年－1067年11月8日），雷昂王后，雷昂國王阿方索五世的女兒、貝爾穆多三世的妹妹。

## 家庭
1032年，桑查與納瓦拉國王桑喬三世的幼子、日後的雷昂國王費爾南多一世結婚，兩人共有3子2女：
1. 烏拉卡（英语：Urraca of Zamora）（1033/34年—1101年）
2. 桑喬二世（約1037年—1072年）
3. 艾爾薇拉（英语：Elvira of Toro）（1038/39年—1101年）
4. 阿方索六世（1040/41年—1109年）
5. 加西亞二世（約1042年—1090年）